# خفاش بال ساکی اکوادوری
خفاش بال ساکی اکوادوری (نام علمی: Balantiopteryx infusca) نام یک گونه از زیرراسته خفاش‌های کوچک است.